# Chaparana aenea
Chaparana aenea és una espècie de granota que es troba a Tailàndia.
Està amenaçada d'extinció per la pèrdua del seu hàbitat natural.